# Noalhat
Noalhat é uma comuna francesa na região administrativa de Auvérnia-Ródano-Alpes, no departamento Puy-de-Dôme. Estende-se por uma área de 5,14 km². Em 2010 a comuna tinha 245 habitantes (densidade: 47,7 hab./km²).